# Météorologie militaire
La météorologie militaire est l'application des données et théories météorologiques à l'usage des forces armées d'un pays. Comme la météorologie conditionne ou influence les opérations militaires tant terrestres que maritimes et aériennes, tous les pays ont créé des services météorologiques à l'intérieur de ces différentes forces ou des unités combinées. Les météorologues qui y travaillent sont généralement des militaires, comme aux États-Unis et en France, mais certains autres pays utilisent des météorologues de leurs services civils comme au Canada.

## Utilisations
La planification des opérations de débarquement est très fortement reliée aux limites d'utilisations du matériel par mauvais temps et aux risques encourus par les soldats. Dans l'artillerie, les vents, la température et l'humidité sont des facteurs qui entrent dans les calculs de la trajectoires des projectiles. L'aviation et les retombées en cas de guerre chimio-biologico-nucléaire nécessitent de très importantes quantités de données et de prévisions météorologiques.

## Histoire
Depuis le début des guerres, les chefs militaires ont tenté d'utiliser à leur avantage les conditions météorologiques. Les premiers météorologues militaires sont donc probablement les devins et autres clairvoyants. Cependant, il faut attendre le XIXe siècle pour voir le développement de cette spécialité. En effet, la naissance de la météorologie moderne tient beaucoup aux observations des navires militaires et à leurs besoins. Ce sont d'ailleurs souvent ses officiers qui ont été chargés de fonder les services météorologiques nationaux que l'on connait maintenant.
Ainsi, le 14 novembre 1854 une violente tempête provoque le naufrage de 41 navires français en mer Noire, au cours de la guerre de Crimée. Cette tempête avait traversé toute l'Europe de l'Ouest, mais personne ne fut en mesure de signaler, voire prévenir du danger. Face à ce constat, Urbain Le Verrier, directeur de l'observatoire de Paris, décide de mettre en place un vaste réseau de stations météorologiques couvrant l'ensemble de l'Europe et mettant à profit l'innovation technologique que représente le récent télégraphe électrique. En 1860, le vice-amiral Robert FitzRoy utilise le télégraphe pour colliger les données météorologiques quotidiennes venant de toute l'Angleterre et tracer les premières cartes synoptiques. 
La Marine nationale française s'occupe ainsi de météorologie depuis le désastre de la guerre de Crimée mais le service météorologique militaire ne fut créé qu'en 1916 en France avec le développement de l'aviation, de larges fronts de batailles et de matériels sophistiqués au cours de la Première Guerre mondiale. Les autres forces armées à travers le monde ont suivi une évolution similaire.  

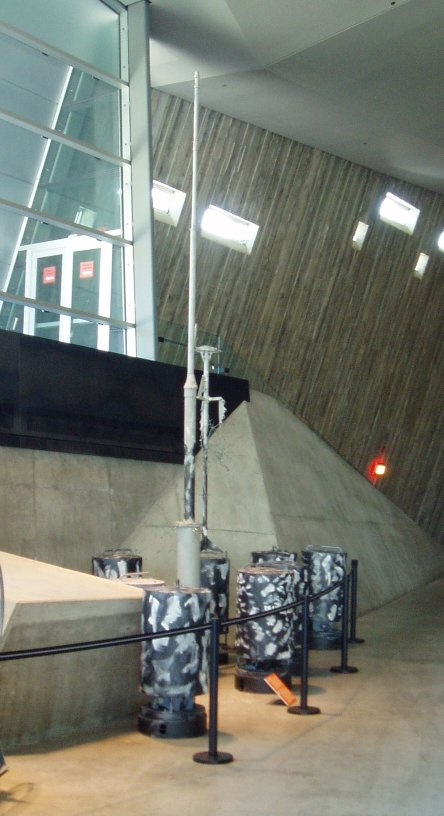
Station WFL-26 « Kurt » allemande retrouvée au Labrador, Canada.

Durant la Seconde Guerre mondiale, les prévisions météorologiques ont pris un large essor avec l'utilisation des bombardements à longue portée, les batailles navales dans le Pacifique et le débarquement de Normandie. La guerre météorologique de l'Atlantique nord, notamment au Groenland fut ainsi l'un des théâtres importants de la météorologie militaire et certains météorologues alliés ont connu une notable réputation à la suite du débarquement, dont le Group Captain James Stagg et le Norvégien Sverre Petterssen. La prise d'îles nordiques par les Alliés a été faite spécifiquement dans le but de contrôler l'accès aux informations météorologiques en aval de l'Europe et les Allemands ont tenté de compenser leur manque de données à l'ouest en débarquant des stations météorologiques automatiques en territoire ennemi. Ils construisirent 21 de ces stations dont 14 furent disposées dans les régions arctiques et sub-arctiques (Spitzberg, Bear Island, la Terre de François-Joseph et le Groenland), 3 furent installées autour de la mer de Barents, au nord de la Norvège et deux étaient destinées à l’Amérique du Nord. La première fut installée à Martin Bay, au Labrador, en 1943, par l’équipage du U-537. La seconde ne parvint jamais à destination, le sous-marin qui la transportait, le U-867, ayant été coulé au nord-ouest de Bergen le 19 septembre 1944. (voir WFL-26).
Le radar, développé juste avant la guerre, s'est révélé un excellent moyen de repérer les précipitations et plusieurs météorologues militaires se sont lancés dans la recherche à ce sujet après le conflit, comme civils ou militaires : mentionnons le Dr. David Atlas, l'un des pères du radar météorologique. Les bureaux militaires ont été à l'origine d'autres améliorations. Par exemple, à partir de travaux de A. K. Showalter et J. R. Fulks aux États-Unis et de leurs propres observations, les officiers météo E. J. Fawbush et R. C. Miller, de la base aérienne Tinker (Tinker Air Force Base) de la US Air Force à Oklahoma City, ont pu prédire pour la première fois avec succès l’occurrence d’une tornade sur la base le 25 mars 1948 en soirée. Ce succès fit boule de neige, Fawbush et Miller reçurent rapidement le mandat de prédire la possibilité de tornades dans tout le centre des États-Unis pour la US Air Force. Ils furent nommés responsables trois ans plus tard d’un centre de prévision du temps violent, le Severe Weather Warning Center (SWWC), pour toutes les bases du continent. Ces résultats se répandant dans la population, le gouvernement créa en mars 1952 un organisme expérimental inter-armes et civil (le Weather Bureau-Army-Navy ou WBAN) pour la prévision des orages violents à la population en général. Ce centre changera quelquefois de nom et il est devenu purement civil. Il est maintenant connu comme le Storm Prediction Center.

## Organisations militaires spécifiques

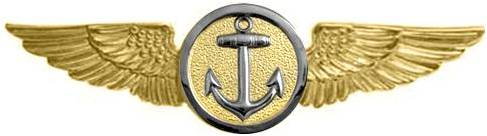
Insigne de météorologiste de vols dans la U.S. Navy.

Les météorologues et techniciens en météorologie militaires français sont maintenant formés à l'École nationale de la météorologie de Météo-France. D'autres pays ont des centres de formation distincts pour leurs spécialistes en météorologie dans les diverses armes. Du point de vue tâches, on peut utiliser le cas de la France qui est assez similaire à plusieurs autres.
Dans la Marine, les officiers mariniers METOC (Météorologie et Océanographie) sont affectés, : 
- sur les grands bâtiments de combat : porte-avions, porte-hélicoptères, frégates anti-sous-marines, frégates anti-aériennes pour prendre des données météorologiques de surface et en altitude ainsi que les mesures océanographiques affectant les opérations. Ils assistent le commandant en transmettant les prévisions météorologiques et océaniques futures ;
- dans les bureaux « METOC » des contrôleurs opérationnels et préfectures maritimes pour la production de prévisions ;
- dans les bureaux « METOC » des états-majors et autorités de direction générale pour la météorologie et l'océanographie comme personnes ressource ;
- dans les bureaux « METOC » des bases aéronavales pour passer les données et faire la prévision au personnel navigant ;
- sur certains bâtiments et centres d'essais ;
- dans les écoles et centres d'instruction de la Marine : École navale, Centre d'instruction naval de Saint-Mandrier, École du personnel volant, École des marins METOC.

Dans l'aviation, le météorologiste est chargé de fournir en permanence aux unités navigantes et aux unités du contrôle aérien les informations sur les conditions météorologiques et leurs évolutions. Contrairement à un météorologiste civil qui se concentre sur une zone limitée, le météorologiste militaire peut avoir à s'occuper de plusieurs régions éloignées les unes des autres selon les manœuvres aériennes. Dans l'armée de terre, les techniciens en météorologie vont prendre les données de surface et d'altitude sur le terrain alors que les météorologues vont prévoir les conditions futures sur le champ de bataille.

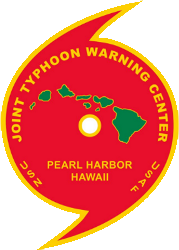
Logo du Joint Typhoon Warning Center.

Dans les pays qui ont des arsenaux nucléaires, des missiles balistiques ou des fusées spatiales, il y a généralement une section météorologique spéciale affectée à ces programmes. De même, des sections spécialisées vont s'occuper de la prévision des conditions météorologiques en cas de retombées de matériel radioactif, chimique ou biologique.
Un centre militaire ayant des responsabilités internationales est le Joint Typhoon Warning Center américain (JTWC). Il s'agit d'un centre inter-armes de prévision des cyclones tropicaux entre la US Navy et la US Air Force qui est installé au centre de prévision maritime de Pearl Harbor, Hawaï. Il a pour mission d'émettre les alertes pour les cyclones tropicaux pouvant affecter les bases militaires et aériennes américaines ainsi que la flotte de ce pays à travers les océans Pacifique et Indien. Il émet également des bulletins pour les populations civiles des territoires américains de Micronésie. Le JTWC apporte son concours aux services du département de la Défense des États-Unis et aux agences civiles américaines dans sa zone de couverture pour les questions météorologiques. Il collabore également avec les centres de prévisions civils des autres pays dans l’analyse et la prévision des systèmes tropicaux pour ces deux océans. Son aire de travail comprend environ 90 % des régions du globe où un cyclone tropical peut se développer.